# Добаев, Игорь Прокопьевич
И́горь Проко́пьевич Доба́ев (род. 20 мая 1950, Читинская область, СССР) — российский исламовед, кавказовед и политолог, эксперт по радикальному исламу. Кандидат политических наук, доктор философских наук, профессор, заместитель директора Центра системных региональных исследований и прогнозирования ИППК при ЮФУ и ИСПИ РАН.

## Биография
Родился в Читинской области.
В 1972 году окончил Ростовский институт инженеров железнодорожного транспорта по специальности «инженер-электромеханик».
В 1980 году окончил Институт стран Азии и Африки при МГУ имени М. В. Ломоносова.
В 1998 году окончил Северо-Кавказскую академию государственной службы по специальности «Государственное и муниципальное управление» с присвоение квалификации «менеджер-экономист».
В 2000 году под научным руководством доктора экономических наук, профессора В. Г. Игнатова защитил диссертацию на соискание учёной степени кандидата политических наук по теме «Политический радикализм в современном исламе (на материалах Ближнего, Среднего Востока и Северного Кавказа)» (специальность 23.00.02 — «Политические институты и процессы»).
В 2003 году защитил диссертацию на соискание учёной степени доктора философских наук по теме «Исламский радикализм: сущность, идеология, политическая практика» (специальность 09.00.11 — социальная философия). Научный консультант — доктор философских наук, профессор Ю. Г. Волков. Официальные оппоненты: доктор философских наук А. А. Игнатенко, доктор философских наук, профессор В. Е. Давидович, доктор философских наук, профессор В. Н. Коновалов. Ведущая организация — Институт мировой экономики и международных отношений РАН.
Профессор кафедры регионалистики и евразийских исследований Института социологии и регионоведения Южного федерального университета, заведующий сектором геополитики и анализа информации Южного научного центра Российской академии наук. Эксперт по радикальному исламу.
Автор 25 монографий и более 200 научных статей.

## Научные труды

### Диссертации
- Добаев И. П. Политический радикализм в современном исламе: (На материалах Ближнего, Среднего Востока и Северного Кавказа) / Автореф. дис. на соиск. учён. степ. к. полит. н.: Спец. 23.00.02. — Ростов н/Д.: Сев.-Кавказ. акад. гос. службы, 2000. — 27 с.
- Добаев И. П. Исламский радикализм : Сущность, идеология, политическая практика / Автореф. дис. на соиск. учён. степ. доктора философских наук : 09.00.11. — Ростов н/Д.: ИППК РГУ, 2003. — 36 с.

### Монографии
- Добаев И. П. Ислам и исламизм. — М., 1999.
- Добаев И. П. Исламский радикализм в международной политике. — Ростов н/Д.: Ростиздат, 2000. — 200 с.
- Добаев И. П. Политические институты исламского мира: идеология и практика. — Ростов н/Д.: Изд-во СКНЦ ВШ, 2001. — 72 с. — ISBN 5-87872-144-9.
- Добаев И. П. Ислам и политика. — М., 2001.
- Добаев И. П. Формы борьбы с религиозным экстремизмом на Юге России. — Ростов н/Д., 2001.
- Добаев И. П. Исламский радикализм: социально-философский анализ. — Ростов н/Д.: Изд-во СКНЦ ВШ, 2002. — 120 с. — ISBN 5-87872-122-8.
- Добаев И. П., Бережной С. Е., Крайнюченко П. В. Ислам в современных республиках Северного Кавказа / Под общ. ред. И. П. Добаева. — Ростов н/Д.: Изд-во СКНЦ ВШ, 2002. — 165 с. — ISBN 5-87872-144-9.
- Добаев И. П., Бережной С. Е., Крайнюченко П. В. Ислам и исламизм на Юге России / Под общ. ред. Ю. Г. Волкова. — Ростов н/Д.: Изд-во СКНЦ ВШ, 2003. — 229 с. — ISBN 5-87872-144-9.
- Добаев И. П. Исламский радикализм: генезис, эволюция, практика / Отв. ред. Ю. Г. Волков. — Ростов н/Д.: Изд-во СКНЦ ВШ, 2003. — 416 с. — ISBN 5-87872-184-8.
- Добаев И. П. Юг России в системе международных отношений: национальная и региональная безопасность / Под ред. Малышевой Д. Б.. — Ростов н/Д.: Издательство СКНЦ ВШ, 2004. — 144 с.
- Добаев И. П., Немчина В. И. Новый терроризм в мире и на Юге России: сущность, эволюция, опыт противодействия / Под ред. А. В. Малашенко. — Ростов н/Д: Ростиздат, 2005. — 304 с. — ISBN 5-7509-0063-0.
- Добаев И. П. Кавказский макрорегион в фокусе геополитических интересов мировых держав: история и современность. — Ростов н/Д.: ЮНЦ РАН, 2007. — 207 с. — ISBN 978-5-902982-18-0.
- Добаев И. П., Сериков A. B., Соколов A. B., Черноус В. В. Современный молодёжный экстремизм. — Ростов н/Д.: Изд-во СКНЦ ВШ ЮФУ, 2009. — 117 с.
- Добаев И. П. Современный терроризм: региональное измерение. — Ростов н/Д.: Изд-во СКНЦ ВШ ЮФУ, 2009.
- Добаев И. П., Мурклинская Г. А., Сухов В. А., Ханбабаев К. М. Радикализация исламских движений в Центральной Азии и на Северном Кавказе: сравнительно-политологический анализ / Под ред. И. П. Добаева. — Ростов н/Д.: Изд-во СКНЦ ВШ ЮФУ, 2010.
- Добаев И. П., Сабиров В. Ш., Чудинов С. И. и др. Экстремизм как цивилизационный вызов. — Новосибирск: Изд-во НГАСУ (Сибстрин), 2012.
- Добаев И. П., Сущий С. Я., Черноус В. В. и др. Олимпийские игры и информационные войны. — Ростов н/Д.: Ростиздат, 2012.
- Гаджибеков Р. Г., Добаев А. И., Добаев И. П. Радикализация ислама в современной России. — М., Ростов н/Д.: Социально-гуманитарные знания, 2014. — 332 с. — 500 экз. — ISBN 978-5-91604-003-6.
- Акаев В. Х., Баженова Е. Ю., Бодио Т., Добаев И. П. и др. Северный Кавказ: властные элиты и политическая жизнь / Науч. ред. Тадеуш Бодио. — Варшава: Институт политических исследований, 2014.
- Добаев И. П., Добаев А. И., Немчина В. И. Геополитика и терроризм эпохи постмодерна / Под общ. ред. И. П. Добаева. — Ростов н/Д.: Изд-во ЮФУ, 2015. — 370 с.
- Анисимова Н. А., Добаев И. П. Сетевые структуры террористов на Северном Кавказе / Центр региональных исследований Института социологии и регионоведения Южного федерального университета. — М. ; Ростов н/Д.: Редакция журнала «Социально-гуманитарные знания», 2016. — 143 с. — ISBN 978-5-91604-003-6.
- Добаев И. П., Романченко Н. Е. Радикальные исламистские религиозно-политические организации в современном мире. — М. — Ростов н/Д: "Социально-гуманитарные знания", 2017.
- Добаев И. П., Гонтаренко Н. Н. Радикализация неправительственных религиозно-политических организаций на Ближнем Востоке и Северном Кавказе: компаративистский анализ. — М. — Ростов н/Д: "Социально-гуманитарные знания", 2018.

### Статьи
- Добаев И. П. Исламский фактор в этнополитических процессах на Северном Кавказе // Известия высших учебных заведений. Северо-Кавказский регион. Общественные науки. — 1998. — № 2.
- Добаев И. П. Геополитика исламского мира на Кавказе // Кавказ: проблемы геополитики и национально-государственные интересы России: Науч. чтения. — Ростов н/Д.: Изд-во СКНЦВШ, 1998.
- Добаев И. П. Исламский радикализм в контексте проблемы военно-политической безопасности на Северном Кавказе // Научная мысль Кавказа. — 1999. — № 1. — С. 54-58.
- Добаев И. П. Исламский радикализм в контексте проблемы военно-политической безопасности на Северном Кавказе // Россия и мусульманский мир. — 1999. — № 7. — С. 48.
- Добаев И. П. Исламский терроризм как политическая практика // Насилие в современной России: Материалы науч. конф. — Ростов н/Д., 1999. — С. 10-23.
- Добаев И. П. Геополитика Турции на Кавказе // Известия высших учебных заведений. Северо-Кавказский регион. Общественные науки. — 1999. — № 1. — С. 10.
- Добаев И. П. Исламская умма Северного Кавказа: проблемы институализации // Кавказ: проблемы культурно-цивилизационного развития и взаимодействия: Докл. всерос. науч.-практ. конф. — Ростов н/Д.: Изд-во РГУ, 2000.
- Добаев И. П. Радикальный ваххабизм как идеология религиозно-политического экстремизма // Центральная Азия и Кавказ. — 2000. — № 4 (22). — С. 172.
- Добаев И. П. Исламский радикализм в современных этнополитических процессах на Северном Кавказе // Центральная Азия и Кавказ. — 2000. — № 6 (12).
- Добаев И. П. Ваххабизм как угроза региональной безопасности // Проблемы региональной безопасности и регионального экономического развития в условиях дифференцированной этнокультурной среды: Докл. междун. науч.-практ. конф. — Ростов н/Д.: Изд-во СКАГС, 2000.
- Добаев И. П. Северный Кавказ и российский ислам: некоторые историко-политологические проблемы изучения // Наука о Кавказе: проблемы и перспективы: Матер. I съезда ученых-кавказоведов (27-28 августа 1999 г., Ростов н/Д). — Ростов н/Д.: Изд-во СКАГС, 2000.
- Добаев И. П. Исторические и доктринальные корни исламского радикализма, его современные проблемы и течения // Центральная Азия и Кавказ. — 2001. — № 2 (140). — С. 136-148.
- Добаев И. П. Традиционализм и салафийа в этнополитических процессах современной Чечни // Современное положение Чечни / Южно-российское обозрение Центра системных региональных исследований и прогнозирования ИППК при РГУ; Под ред. В. В. Черноуса. — Ростов н/Д.: Изд. СКНЦ ВШ, 2001. — С. 18-46.
- Добаев И. П. Механизмы социальной и политической мобилизации в радикальном исламе. Вып. 1 //  / Под ред. В. В. Черноуса. — Северокавказское обозрение. — Ростов н/Д., 2001. — С. 147-150.
- Добаев И. П. Пантюркизм как идеологическое обоснование политики Турции в отношении Кавказа // Известия высших учебных заведений. Северо-Кавказский регион. Общественные науки. — 2001. — № 3. — С. 15.
- Добаев И. П. Северный Кавказ: традиционализм и радикализм в современном исламе // Мировая экономика и международные отношения. — 2001. — № 6. — С. 21—30.
- Добаев И. П. Традиционализм и радикализм в современном мире на Северном Кавказе // Ислам и политика на Северном Кавказе. Сб. ст. Вып. I. — Ростов н/Д., 2001.
- Добаев И. П. Радикальные политические институты исламского мира: этапы эскалации насилия // Центральная Азия и Кавказ. — 2001. — № 6 (18).
- Добаев И. П. Ваххабизм как социально-политический феномен в Саудовской Аравии и на Северном Кавказе // Научная мысль Кавказа. — 2001. — № 3. — С. 56-67.
- Добаев И. П. Формы борьбы с религиозным экстремизмом в условиях формирования гражданского общества на Юге России // Современное общество на Юге России: основные тенденции развития: Сб. докл. всерос. науч. конф. — Ростов н/Д.: Изд-во РГУ, 2001.
- Добаев И. П. Традиционный ислам и салафийя в современной Чечне // Сотрудничество в Европе: перспективы и вызовы развитию: Мат межд. научн.-практ. конф. (7-10 июня 2001 г., г.Пущино). — М.: «Гриф-Ф», 2001.
- Добаев И. П. Формы борьбы с религиозным экстремизмом на Юге России // Современное общество на Юге России: основные тенденции развития. — Ростов н/Д.: Изд-во РГУ, 2001.
- Добаев И. П. Радикальные исламские организации в геополитической конкуренции // Современные проблемы геополитики Кавказа. Вып. 5 / Отв. ред. В. В.Черноус. — Ростов н/Д.: Изд-во СКНЦ ВШ, 2001.
- Добаев И. П. Ислам на Северном Кавказе // Россия и мусульманский мир. — 2002. — № 8. — С. 42.
- Добаев И. П. К вопросу о типологии радикального исламского движения // Центральная Азия и Кавказ. — 2002. — № 3 (21). — С. 159.
- Добаев И. П. Неправительственные религиозно-политические организации исламского мира // Мировая экономика и международные отношения. — 2002. — № 4. — С. 91—97.
- Добаев И. П., Блохин В. П. Практический действия по блокированию регионального сепаратизма, выступающего под религиозным прикрытием // Южнороссийское обозрение. — 2002. — № 6.
- Добаев И. П. Роль и место исламского радикализма в геополитике Кавказа // Научная мысль Кавказа. — 2002. — № 4. — С. 23-35.
- Добаев И. П. Экстремистские неправительственные религиозно-политические организации как средство геополитики исламского мира (Геополитика Кавказа: терроризм, этнонационализм, экстремизм: Мат. докл. и выст. всерос. науч.-теор. конф.) // Философия права. — 2002. — № 2. — С. 98.
- Добаев И. П. Практические действия по блокированию регионального сепаратизма, выступающего под религиозным прикрытием //  / Отв. ред. В. В. Черноус. — Силовые структуры в этнополитических процессах на Юге России. Южнороссийское обозрение. Вып. 12. — Ростов н/Д., 2002.
- Добаев И. П. Квазиисламские экстремизм и терроризм на Северном Кавказе // Россия и мусульманский мир: Бюл. реф.-аналит. информ. — М.: Центр гуманит. науч.-информ. исслед.  ИНИОН РАН, 2003. — № 8 (134). — С. 39-48.
- Добаев И. П. Квазиисламские экстремизм и терроризм на Северном Кавказе (окончание) // Россия и мусульманский мир: Бюл. реф.-аналит. информ. — М.: Центр гуманит. науч.-информ. исслед.  ИНИОН РАН, 2003. — № 9 (135). — С. 65—77.
- Добаев И. П. Практические действия по блокированию крайних форм исламского радикализма на Юге России // Южнороссийское обозрение. — 2003. — № 17.
- Добаев И. П. Радикальный ваххабизм как идеология религиозно-политического экстремизма // Известия высших учебных заведений. Северо-Кавказский регион. Общественные науки. — 2003. — № 2. — С. 3—8.
- Добаев И. П. Блокирование исламского радикализма в условиях Северного Кавказа // Отечественные записки. — 2003. — № 5 (14).
- Добаев И. П. Практические действия по борьбе с «исламским» экстремизмом и терроризмом // Конфликты на Северном Кавказе и пути их разрешения: Сб. материалов междунар. кругл, стола. — Ростов-н/Д: Изд-во СКАГС, 2003. — С. 108-115.
- Добаев И. П. „Новый терроризм“ в мире и на Юге России: опыт противодействия // Научная мысль Кавказа. — 2004. — № 4. — С. 15—22.
- Добаев И. П. Исламский фундаментализм на Юге России // Россия и мусульманский мир. — 2004. — № 9. — С. 70-73.
- Добаев И. П., Дугин А. Г. Геополитические трансформации в Черноморско-Каспийском регионе // Государственное и муниципальное управление. Учёные записки СКАГС. — 2005. — № 1-2. — С. 95—107.
- Добаев И. П., Дугин А. Г. Геополитические трансформации в Кавказско-Каспийском регионе // Центральная Азия и Кавказ. — 2005. — № 5. — С. 90—99. (копия Архивная копия от 26 декабря 2015 на Wayback Machine)
- Добаев И. П. Современные подходы к определению «нового терроризма» // Социально-гуманитарные знания. — 2005. — № 4. — С. 145—155.
- Добаев И. П. Новейшие тенденции в развитии исламского движения на Северном Кавказе // Мировая экономика и международные отношения. — 2005. — № 12.
- Добаев И. П. Тенденции в развитии исламского движения на Юге России // Россия XXI. — 2006. — № 2. — С. 1.
- Добаев И. П. Тенденции в развитии исламского движения на Юге России // Россия XXI. — 2006. — № 2. — С. 53.
- Добаев И. П. Тенденции в развитии исламского движения на Юге России // Россия и мусульманский мир. — 2006. — № 8. — С. 45—62.
- Добаев И. П. Исламистское движение на Северном Кавказе: тенденции, перспективы развития, векторы противодействия // Центральная Азия и Кавказ. — 2006. — № 3 (45). — С. 167—175.
- Добаев И. П., Садчиков В. Н. Исламистское движение на Северном Кавказе: тенденции, перспективы развития, векторы противодействия // Государственное и муниципальное управление. Ученые записки СКАГС. — 2006. — № 1-2. — С. 107—119.
- Добаев И. П. Неправительственные организации как механизм осуществления Западом сетецентричных операций на Юге России // Южнороссийское обозрение. — 2006. — Вып. 34. — С. 50—65.
- Добаев И. П. Проблемы борьбы с терроризмом на Северном Кавказе: состояние и перспективы // Вестник Пятигорского государственного лингвистического университета. — 2006. — № 1. — С. 169—171.
- Добаев И. П. Исламистское движение на Северном Кавказе: тенденции, перспективы развития, векторы противодействия // Центральная Азия и Кавказ. — 2006. — № 3 (45). — С. 167—175.
- Добаев И. П. Геополитические интересы мировых держав в Кавказском макрорегионе // Государственное и муниципальное управление. Учёные записки СКАГС. — 2006. — № 3-4. — С. 128—139.
- Добаев И. П. Экстремистские группировки в США: исламский фактор // Мировая экономика и международные отношения. — 2007. — № 1.
- Добаев И. П. Исламистские экстремистские группировки в США // Россия и мусульманский мир. — 2007. — № 5. — С. 112—119.
- Добаев И. П., Седых Н. С. Религиозно – политический экстремизм и его последствия (на примере Теракта в г. Волгодонске 16.09.99 г.) // Государственное и муниципальное управление. Учёные записки СКАГС. — 2007. — № 1. — С. 153—163.
- Добаев И. П. Исламизация Европы: миф или реальная угроза? // Мировая экономика и международные отношения. — 2008. — № 4. — С. 50—56.
- Добаев И. П. Исламизация Европы: миф или реальная угроза? // Россия и мусульманский мир. — 2008. — № 9. — С. 131—144.
- Добаев И. П. Механизмы и технологии осуществления западом «Цветных революций» на постсоветском пространстве // Государственное и муниципальное управление. Учёные записки СКАГС. — 2008. — № 2. — С. 128—141.
- Добаев И. П. Политические процессы в исламском движении на Северном // Научная мысль Кавказа. — 2008. — № 1 (53). — С. 31—38.
- Добаев И. П., Добаев А. И. «Новый терроризм»: глобализация и социально-экономическое расслоение // Мировая экономика и международные отношения. — 2009. — № 5. — С. 114—120.
- Добаев И. П. Северный Кавказ: процесс «растекания джихада» // Центральная Азия и Кавказ. — 2009. — № 1 (61). — С. 54—63. (копия Архивная копия от 17 августа 2016 на Wayback Machine)
- Добаев И. П. Северный Кавказ: процесс «растекания джихада» // Россия и мусульманский мир. — 2009. — № 9. — С. 50—61.
- Добаев И. П. Современный терроризм на Северном Кавказе // Проблемы национальной стратегии. — 2009. — № 1. — С. 78—93.
- Добаев И. П. Геополитические трансформации в кавказском регионе в постсоветский период // Россия и мусульманский мир. — 2010. — № 1. — С. 42—55.
- Добаев И. П. Северо-Западный Кавказ и Олимпиада 2014 в Сочи: геополитические аспекты информационной войны // Социальное самочувствие населения в современной России. — Ростов-н/Д: Изд-во ЮНЦ РАН, 2010. — С. 73—79.
- Добаев И. П. Современный терроризм в мире и на Северном Кавказе: сущность, практика, опыт противодействия // Ориентир. — 2010. — С. 11.
- Добаев И. П. Современный терроризм: социально-политическое явление эпохи глобализации // Южно-Российский форум: экономика, социология, политология, социально-экономическая география. — 2010. — № 1 (1). — С. 86-101.
- Добаев И. П. Ваххабизм как социально-политический феномен в Саудовской Аравии и на Северном Кавказе // Научная мысль Кавказа. — 2011. — № 3. — С. 56.
- Добаев И. П. Геополитические аспекты информационной войны на Северо-западном Кавказе // Олимпийские игры и информационные войны ("Черкесский вопрос" накануне Зимних Олимпийских игр 2014 в Сочи) / Отв. ред.: Попов Э. А.. — Ростов н/Д., 2012. — С. 41—56.
- Добаев И. П. Воздействие внешнего фактора на институционализацию террористических группировок // Государственная служба. — 2012. — № 2. — С. 81-87.
- Добаев И. П. Современный терроризм на Северном Кавказе: эволюция форм и методов специфической практики // Государственное и муниципальное управление. Учёные записки СКАГС. — 2012. — № 1. — С. 132—140.
- Добаев И. П., Гаджибеков Р. Г. Внешнее влияние на развитие терроризма на Северном Кавказе // Государственное и муниципальное управление. Учёные записки СКАГС. — 2012. — № 2. — С. 145—154. — ISSN 2079-1690.
- Добаев И. П., Умаров Д. В. Векторы развития современной идеологической доктрины радикальных исламистов в мире и на Северном Кавказе // Государственное и муниципальное управление. Учёные записки СКАГС. — 2012. — № 3. — С. 111—120.
- Добаев И. П., Добаев А. И., Умаров Д. В. Трансформация финансирования террористических структур на Северном Кавказе // Государственное и муниципальное управление. Учёные записки СКАГС. — 2012. — № 4. — С. 107—121.
- Добаев И. П., Сериков А. В., Шевченко О. М. Агрессивность как фактор обострения молодежного экстремизма на Юге России // Южнороссийское обозрение. — М.—Ростов н/Д.: Социально-гуманитарные знания, 2012. — № 71.
- Добаев И. П. Террористические исламистские организации на Северном Кавказе: влияние экзогенного фактора // Мировая экономика и международные отношения. — 2012. — № 10. — С. 13—20.
- Добаев И. П., Понеделков A. B. Терроризм на Северном Кавказе в контексте угроз национальной и региональной безопасности России: субъектно-геополитический ракурс рассмотрения // Каспийский регион: политика, экономика, культура. — 2012. — № 1. — С. 47—54.
- Добаев И. П., Черноус В. В. «Черкесский вопрос» в фокусе исследовательских интересов учёных юга России // Черкесский вопрос в России в конце ХХ начале XXI веков: геополитические легенды и историческая память сборник материалов круглого стола / Южный федеральный университет, Черноморско-Каспийский центр стратегических инициатив. — Ростов н/Д.: СКНЦВШ ЮФУ, 2013. — С. 21-26.
- Добаев И. П., Умаров Д. В. Терроризм на Северном Кавказе: влияние внешних факторов // Южнороссийское обозрение. — М.—Ростов н/Д.: Социально-гуманитарные знания, 2013. — № 74.
- Добаев И. П., Добаев А. И., Умаров Д. В. Каналы финансирования терроризма на Северном Кавказе // Южно-Российский форум. — 2013. — № 1 (6). — С. 40—52.
- Добаев И. П., Гаджибеков Р. Г., Анисимова Н. А. Этапы и перспективы радикализации ислама в Российской Федерации // Научная мысль Кавказа. — 2013. — № 3. — С. 23-31.
- Добаев И. П., Гаджибеков Р. Г., Анисимова Н. А. Векторы политизации и радикализации ислама в Российской Федерации // Государственное и муниципальное управление. Учёные записки СКАГС. — 2013. — № 3. — С. 151-161. — ISSN 2079-1690.
- Добаев И. П., Понеделков A. B., Гаджибеков Р. Г. Причины и последствия раскола мусульманской элиты на Северном Кавказе // Элитология России: современное состояние и перспективы развития: Материалы Первого Всероссийского элитологического конгресса с международным участием (7-8 октября 2013 г., ЮРИФ РАНХиГС, Ростов-на-Дону). — Ростов н/Д.: Изд-во ЮРИФ РАНХиГС, 2013. — Т. 1. — С. 481-497.
- Добаев И. П., Анисимова Н. А. Причины и основные направления политизации и радикализации ислама в Российской Федерации // Гуманитарий Юга России. — 2013. — № 3. — С. 52-64. — ISSN 2227-8656.
- Добаев И. П., Понеделков A. B. Тенденции в эволюции терроризма на Северном Кавказе // Власть. — 2013. — № 10. — С. 17-22. — ISSN 2071-5358.
- Добаев И. П., Понеделков A. B., Гаджибеков Р. Г. Причины и последствия раскола мусульманской элиты на Северном Кавказе // Россия и мусульманский мир. — 2014. — № 4 (262). — С. 38-57. — ISSN 1998-1813.
- Добаев И. П., Добаев А. И., Умаров Д. В. Особенности финансирования террористических структур на Северном Кавказе // Россия и мусульманский мир. — 2014. — № 9 (267). — С. 53—67.
- Добаев И. П. Эволюция радикализации ислама в Российской Федерации // Юристъ — Правоведъ. — 2014. — № 5 (66). — С. 88-92.
- Добаев И. П. Идеологические конструкты радикального исламизма // Гуманитарий Юга России. — 2015. — № 2. — С. 121—129.
- Добаев И. П. Противодействие новому терроризму в идеологической сфере: зарубежный опыт // Государственное и муниципальное управление. Учёные записки СКАГС. — 2015. — № 3. — С. 87—90.
- Добаев И. П. Ислам и миграции в Европе // Государственное и муниципальное управление. Учёные записки СКАГС. — 2015. — № 2. — С. 195—200.
- Добаев И. П., Круглова А. Ю. Идеологические основы исламского радикализма // Философия права. — 2015. — № 2 (69). — С. 15—19.
- Добаев И. П., Круглова А. Ю. Ислам и миграции в Европе: уроки для России // Философия права. — 2015. — № 1 (68). — С. 104—108.
- Добаев И. П., Рогожкин С. В. «Украинство»: русофобская идеологическая доктрина и антироссийский геополитический проект // Крым и Донбасс: год после государственного переворота на Украине / Отв. ред. В. В. Черноус / Южнороссийское обозрение ЦРИ ИСиР ЮФУ. Выпуск 88. — М.; Ростов н/Д.: Издательство «Социально-гуманитарные знания», 2015. — С. 96—120. — 202 с. — 550 экз. — ISBN 978-591604-003-6.
- Добаев И. П. Сетевые войны в Черноморско-Каспийском регионе: угрозы национальной безопасности России // Информационные войны: социально-этические, эстетические, антропологические аспекты и технологии противодействия Материалы Всероссийской научной конференции / под науч. ред. В. Ш. Сабирова. — 2015. — С. 245—266.
- Добаев И. П. Терроризм на Ближнем и Среднем Востоке: истоки и факторы современной активизации // Мусульманский мир. — 2016. — № 2.
- Добаев И. П. Вопросы гармонизации межкультурных, межнациональных и межконфессиональных отношений сборник статей Международной научно-практической конференции  / Центр исследования глобальных вопросов современности и региональных проблем «Кавказ. Мир. Развитие»; Южный Федеральный Университет. — М.: Издательство «Перо», 2016. — С. 378-408.
- Добаев И. П., Гаджиев Р. М. Радикальные религиозно-политические группировки исламистского толка в США: этапы появления и развития // Россия и мусульманский мир. — 2016. — № 5 (287). — С. 99—119.
- Добаев И. П. К вопросу о религиозной чистоте "истинного ислама" // Гуманитарий Юга России. — 2020. — № 3. — С. 202-215.